# Hugues Labiano
Hugues Labiano, né le 12 février 1963 à Bayonne, est un dessinateur de bande dessinée français.

## Biographie
Un baccalauréat en arts plastiques en poche, Hugues Labiano monte en 1984 à Paris et commence à dessiner pour des fanzines (PLG, Sapristi, Bulles Dingues). À partir de 1989 il participe au collectif Canal-Choc, dirigé par Pierre Christin et Jean-Claude Mézières. En 1992 il publie la trilogie Matador (scénario de Gani Jakupi). Dorénavant, la carrière du dessinateur autodidacte est lancée, il enchaîne les séries en collaboration avec des scénaristes reconnus : Dixie Road (avec Jean Dufaux), Mister George (avec Rodolphe et Serge Le Tendre) et Black Op (avec Stephen Desberg) avant de travailler en solo sur le diptyque Les quatre Coins du monde.

## Œuvre

### Albums
- L'Aventure du Havre - Les Premières Tempêtes (1517-1789), scénario de Martin Bethisy, Dynamick', 1988  (ISBN 2-9503017-0-3)
- Black Op, scénario de Stephen Desberg, Dargaud Saison 1

1. Black Op 1, 2005  (ISBN 2-205-05491-0)
2. Black Op 2, 2006  (ISBN 2-205-05687-5)
3. Black Op 3, 2007  (ISBN 978-2205-05878-9)
4. Black Op 4, 2008  (ISBN 978-2-205-06025-6)
5. Black Op 5, 2009  (ISBN 978-2-205-06212-0)
6. Black Op 6, 2010  (ISBN 978-2-205-06320-2)Saison 2
7. Black Op 7, 2014  (ISBN 978-2-205-07175-7)
8. Black Op 8, 2014  (ISBN 978-2-205-07343-0)

- Canal choc, scénario de Pierre Christin, Les Humanoïdes Associés

1. L'Image disparue, dessins de Hugues Labiano, Moebius et Philippe Chapelle, 1990  (ISBN 2-7316-0761-0)
2. Les Capitaines aveugles, dessins de Hugues Labiano, Enki Bilal et Philippe Chapelle, 1990  (ISBN 2-7316-0765-3)
3. Les Corps masqués, dessins de Hugues Labiano, Philippe Druillet, Philippe Aymond et Philippe Chapelle, 1991  (ISBN 2-7316-0753-X)

- Dixie Road, scénario de Jean Dufaux, Dargaud

1. Dixie Road 1, 1997  (ISBN 2-205-04447-8)
2. Dixie Road 2, 1997  (ISBN 2-205-04574-1)
3. Dixie Road 3, 1999  (ISBN 2-205-04672-1)
4. Dixie Road 4, 2001  (ISBN 2-205-04901-1)

- Matador, scénario Gani Jakupi, Glénat, collection Grafica

1. Lune Gitane, 1992  (ISBN 2-7234-1399-3)
2. La Part du feu, 1993  (ISBN 2-7234-1601-1)
3. L'Orgueilleux, 1994  (ISBN 2-7234-1725-5)

- Mister George, scénario de Serge Le Tendre et Rodolphe, Le Lombard

1. Mister George 1, 2003  (ISBN 2-80361-227-5)[4]
2. Mister George 2, 2004  (ISBN 2-80361-991-1)

- Les quatre Coins du monde, Dargaud

1. Livre 1, 2012  (ISBN 978-2-205-06710-1)
2. Livre 2, 2012  (ISBN 978-2-205-07016-3)

- Vivre libre ou mourir, scénario de Jean-Christophe Derrien, dessins de Hugues Labiano, Claude Plumail, Olivier Grenson, Béatrice Tillier, Olivier Brazao, Nicolas Delestret, Raphaël Drommelschlager et Mara, Le Lombard, 2011  (ISBN 978-2-8036-2935-0)
- L'Étoile du désert

1. tome 3, 2016 ; scénario de Stephen Desberg et la participation de Enrico Marini

- Le Lion de Judah[5] (dessin), scénario de Stephen Desberg, couleur de Jérôme Maffre, Dargaud, janvier 2020

### Documentation
- Patrick Gaumer, « Labiano, Hugues », dans Dictionnaire mondial de la BD, Paris, Larousse, 2010 (ISBN 9782035843319), p. 501.
- Hugues Labiano (interviewé par Ludovic Clément), « L'Invité : Hugues Labioano », DBD, no 12 (cahier n°2),‎ septembre 2001, p. 43-48.